# Mazda6e

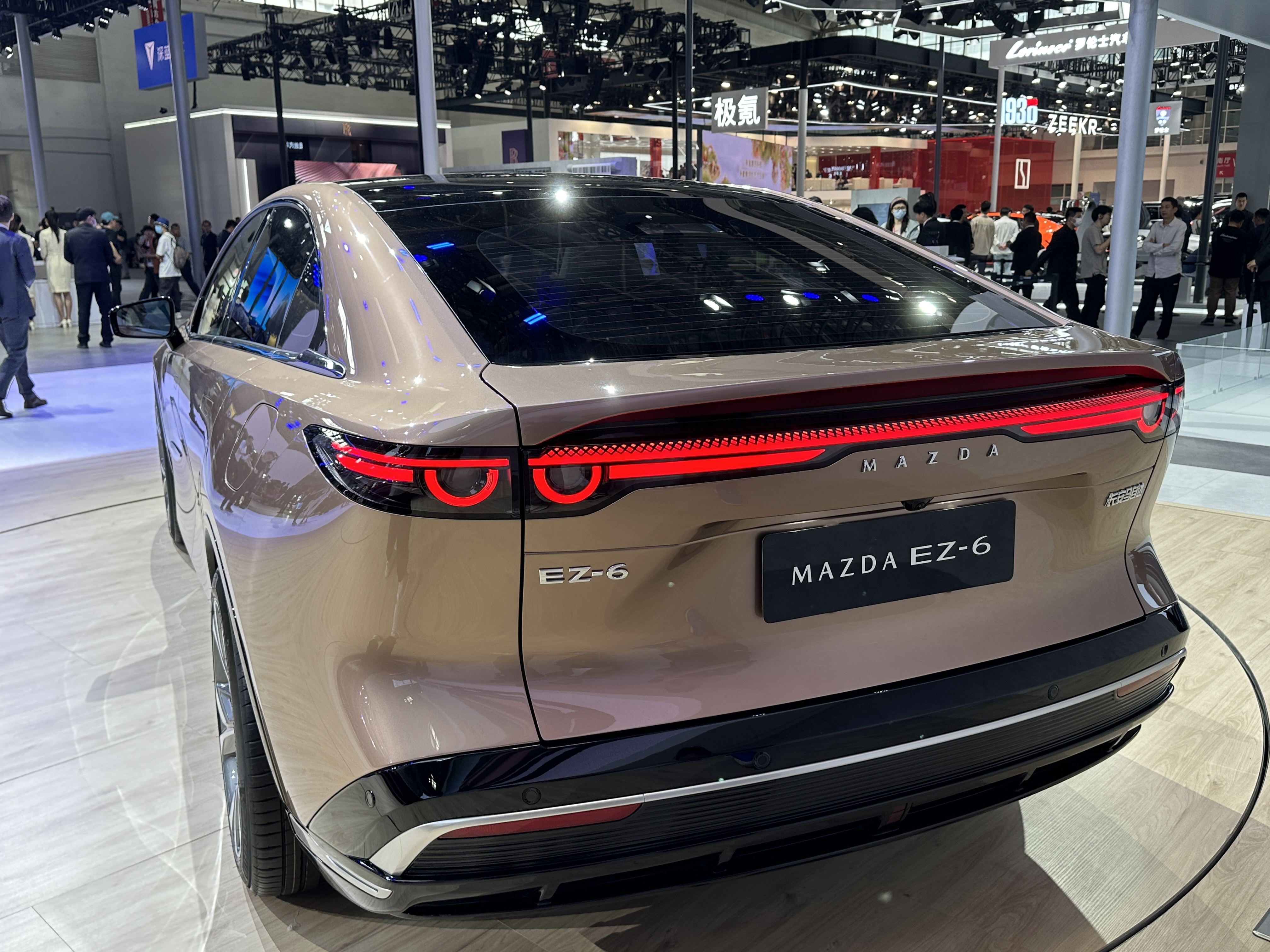
Heckansicht

Der Mazda6e (in China: Mazda EZ-6) ist ein batterieelektrisches Fahrzeug des japanischen Automobilherstellers Mazda, das seit Juli 2024 im Joint Venture mit Changan im chinesischen Nanjing produziert wird.

## Geschichte
Der Mazda EZ-6 wurde erstmals im April 2024 auf der Beijing Auto Show vorgestellt. Zunächst für den chinesischen Markt vorgesehen, folgte am 10. Januar 2025 die Präsentation für Europa. Dort wird die zuvor geschützte Modellbezeichnung „6e“ verwendet. Der Vorgänger Mazda6 wurde ausschließlich mit Verbrennungsmotoren angeboten. Seit April 2025 kann der Mazda6e auch in Deutschland bestellt werden. Der Marktstart ist für den Sommer 2025 geplant. In China wurde im April 2025 die sportlicher gestaltete Sport Edition präsentiert.

## Technik
Der Wagen basiert technisch auf dem Deepal SL03 von Changan, mit dem er sich eine Vielzahl der technischen Komponenten teilt. Die batterieelektrische Version hat einen Elektromotor, der ausschließlich die Hinterräder antreibt. Zur Wahl stehen dazu ein LFP-Akku mit 68,8 kWh, ein NMC-Akku mit 80,0 kWh sowie eine 56,1-kWh-Akkuversion, die jedoch nur in China angeboten wird. Bei dem Akku mit 68,8 kWh leistet der Elektromotor 190 kW (258 PS), bei der größeren Version sind es 180 kW (245 PS). Das Drehmoment beträgt bei beiden 320 Nm. Die Beschleunigung von 0 auf 100 km/h erfolgt in 7,6 Sekunden. Die Ladeleistung mit Wechselstrom liegt bei 11 kW. Die Ladeleistung mit Gleichstrom unterscheidet sich stark: während der kleinere LFP-Akku bis zu 165 kW bietet, sind es bei dem NMC-Akku maximal 90 kW. Dadurch ergeben sich Ladezeiten von 22 bzw. 45 Minuten von 10 auf 80 % Ladestand. Die Reichweiten gibt der Hersteller mit bis zu 479 bzw. 522 km an. Das Fahrzeuggewicht verteilt sich gleichmäßig auf beide Achsen.
Außerdem gibt es eine Version mit Reichweitenverlängerer. Sie kombiniert einen 1,5-Liter-Ottomotor mit einem Elektromotor, die Systemleistung liegt hier bei 160 kW (218 PS). Das Kofferraumvolumen misst 300 bis 700 Liter. Unter der Fronthaube der Elektroversion gibt es ein weiteres Ablagefach mit einem Volumen von 72 Litern. Die Anhängelast beträgt 1500 kg.

## Zulassungszahlen in Deutschland
Seit dem Marktstart im Sommer 2025 wurden in Deutschland insgesamt 38 Mazda6e neu zugelassen.
|  |

|  |

|  |

|  |

|  |

|  |

|  |

|  |

|  |

|  |

|  |

|  |

|  |

|  |

|  |

|  |

|  | Elektro |

|  | Elektro |